# 純歌
純歌（じゅんか、1968年2月29日 - ）は、高知県出身の歌手。芸名は三代純歌(みだいじゅんか）または純歌。
内縁の夫はザ・ドリフターズの仲本工事（2022年死別）。仲本とのライブ、コンサート、ディナーショーはもとより、テレビ・ラジオでのレポーター、舞台などに出演。

## 略歴
小学校6年生の頃から出身地・高知県のテレビ歌謡選手権大会「KUTV 歌って走ってキャラバンバン」への複数回出場、地区大会では準優勝止まりであったことに発奮、その後レッスンを重ね、各種歌謡大会で好成績を収め、「龍馬大祭」でのグランプリ獲得（ハワイでの歌唱披露）。
2003年にスカウトされ、2003年8月「ごめんね／ありがとう そして これからも」でCDデビュー。
2012年7月14日、東京・グランドプリンスホテル新高輪「飛天」で、仲本工事との結婚披露宴。
2013年9月27日、高知県庁にて、夫の仲本工事と共に、高知県知事・尾﨑正直より「高知県観光特使」を委嘱される。
2024年2月27日、夫の仲本工事が2022年10月に交通事故で死去したことについて、「週刊新潮」「女性自身」「週刊女性」の三誌の発行元に対し、事実に反する報道で名誉を傷つけられたとして、計8250万円の損害賠償を求めて提訴した。同日、記者会見を行い、「モンスター妻」「鬼妻」などの報道や、戒名料を着服しようと相談したなどと書かれたことに対し、事実無根と主張した。

## 出演

### ラジオ
- 純歌・鼓太郎の恋するこの街（2009年10月7日 - 2010年3月、かつしかFM）
- 金曜5時「この街で」全員集合!!（2010年4月2日 - 2011年3月、レインボータウンFM）
- 仲本工事と三代純歌の今日も歌うぞ！USENサンデーミュージック（2011年4月 - 2014年3月、演歌ステーションC-42）

### 公演
- 北島三郎特別公演「あばれ無法松」出演（2007年、東京・大阪・名古屋・福岡）

　大阪公演では同舞台で「新人賞」を受賞。
- かしまし娘特別公演「おんなの花時計」に歌手「純歌代」役で出演、劇中で歌も披露した。
- 東京明治座公演「女の居場所」（2008年12月3日 - 25日、中村玉緒主演）
- 京都南座9月公演「喜劇　売れっ子芸者奮闘記」出演（2009年9月5日 - 20日、名取裕子主演）
- こぶ茶バンドショー（2009年11月15日、2014年12月）ゲスト出演
仲本工事・加藤茶・高木ブーによるバンド
- 日本香堂謝恩観劇会（2011年5月4日 - 27日）

### 映画
- MAZE～南風～

### CM
- キュートーシステム
  - 2008年版
小野寺昭、仲本工事とともに出演。小野寺扮する刑事「デンカ」の取調べを受ける歌手役。なお、小野寺昭（デンカ）→電化、仲本工事→工事で「オール電化工事」。
  - 2009年版
同じメンバーで出演、小野寺昭扮する「キュー党」党首のアシスタント兼ウグイス嬢(30秒版)、台所で料理する若奥様(15秒版)で出演。
  - 2010年
演歌歌手役、主婦役で出演。
  - 2011年 
スーツ、体操服、法被姿で出演。
  - 2012年、2013年
仲本工事との結婚シーンに、小野寺昭が突撃レポーターとして登場するものや、大自然の中で子供たちとのキャンプ編、メキシカンスタイルで、歌い踊る3人編に出演している。
  - 2014年
小野寺昭とともにキュートークイズ編、夫婦での歌手活動を綴ったドキュメント編に出演。
  - 2015年
スマートハウス編に出演。

## 発売楽曲
- ごめんね（2003年8月）
- しまんと（2004年5月）
原題「なんとなく四万十川」
- 恋待ちつぼみ（2006年6月17日）
ザ・ドリフターズの仲本工事の作詞・編曲。カップリングは「真夜中のギター」（仲本とのデュエット）。
- この街で（2008年6月4日、仲本工事と三代純歌名義）
「恋し、結婚し、母になったこの街で、おばあちゃんになりたい」（「だから、ことば大募集」2001年度 松山市長賞受賞 桂綾子作）『この街で』は、「千の風になって」の作者、新井満の作品。各社競作の中、唯一のデュエット曲としてavex ioより発売。
カップリング曲は「白いブランコ」（仲本工事と三代純歌）
2010年2月2日、「この街で」の作者、新井満と誌上対談。（月間Music Star2010年4月号）
- こんにちは私の奥さん（2013年7月3日、仲本工事と三代純歌）
仲本工事「持病の歌～僕には夢がある希望がある～」カップリング曲
- はぐれカモメ/雨…行かないで（2017年2月）
- あなたに会いたい/雨ニモマケズ（2017年7月）
- そばにいるね/薔薇の花（2018年7月）